# Leptobatopsis v-maculata
Leptobatopsis v-maculata är en stekelart som först beskrevs av Cameron 1907.  Leptobatopsis v-maculata ingår i släktet Leptobatopsis och familjen brokparasitsteklar. Inga underarter finns listade i Catalogue of Life.